# Orzeliscus asiaticus
Espèce
Orzeliscus asiaticus est une espèce de tardigrades de la famille des Halechiniscidae. 

## Distribution
Cette espèce est endémique de la mer du Japon dans l'océan Pacifique. Elle se rencontre sur les côtes de Corée du Sud et du Japon.

## Publication originale
- Lee, Rho & Chang, 2017 : Taxonomic Study of Marine Tardigrades from Korea III. A New Species of the Genus Orzeliscus (Heterotardigrada, Halechiniscidae). Animal Systematics, Evolution and Diversity, vol. 29, no 3, p. 26-32.